# Repubblica della Nuova Africa

La bandiera della Repubblica della Nuova Africa (UNIA) che fu usata per la prima volta da Marcus Garvey

La Repubblica della Nuova Africa (RNA) è una comunità e un gruppo politico nazionalista nero stabilitosi a Detroit (Michigan) negli Stati Uniti, nel marzo del 1968. Proclamatasi sovrana, non ha mai controllato i territori reclamati.

## Storia

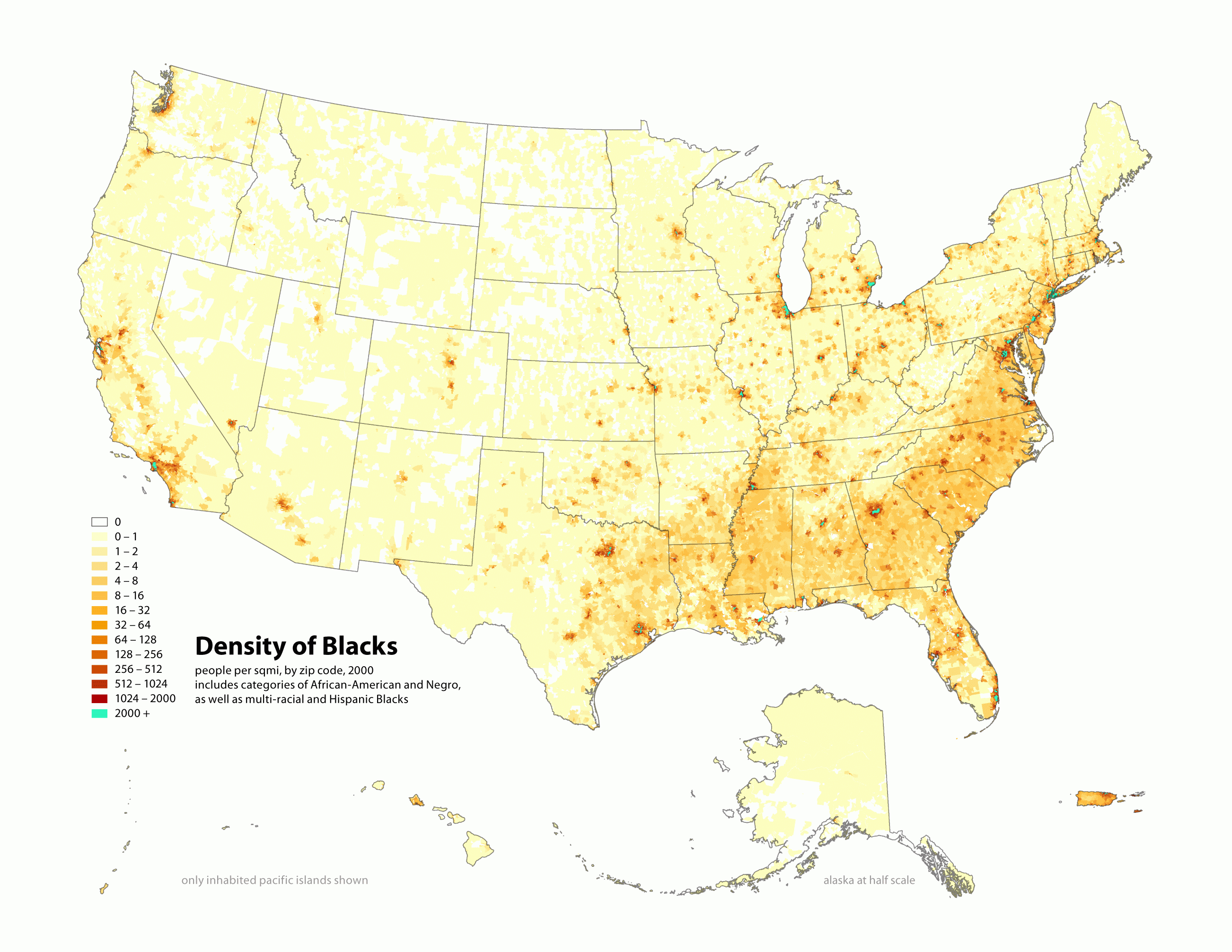
Mappa degli USA che mostra la densità di popolazione nera per miglio quadrato (2000)

Il manifesto originale della RNA richiedeva agli Stati Uniti la cessione degli stati sudisti della Louisiana, Mississippi, Alabama, Georgia e del Sud Carolina e il pagamento di 400 miliardi di dollari come risarcimento per le ingiustizie subite dai neri americani durante la schiavitù coloniale. Queste concessioni dovevano essere la base per una futura nazione nera indipendente.
La Repubblica e il Governo Provvisorio vennero fondati alla conferenza dei militanti nazionalisti neri a Detroit nel 1968. Il convegno fu convocato dall'avvocato Milton Henry e suo fratello Richard, conoscente di Malcolm X, che si erano rinominati Gaidi Obadele e Imari Abubakari Obadele. Imari Obadele venne eletto con il ruolo di "Presidente Provvisorio".
La RNA ha oggi la sua sede a Washington, D.C. e conta più di 10.000 iscritti.